# Mikael Jansson (författare)
Mikael Jansson, född 17 april 1956 i Folkärna församling, Dalarna, är en svensk journalist, författare och musiker.  

## Biografi
Jansson är sedan 1974 bosatt i Uppsala, och var fram till sin pensionering 2021 presschef på Sveriges lantbruksuniversitet. Han har tidigare varit journalist på bland annat Upsala Nya Tidning, SAF-tidningen och Grafiskt Forum. 
Han har bland annat skrivit tre böcker om Hagströms tillverkning av musikinstrument, och har varit medförfattare i flera utländska musikböcker. Han är även verksam som sångare och basist, och utkom 2018 med CD-albumet "The Silver Bible" med musik av Horace Silver.

## Diskografi
- Kruthornen (vinyl-EP 1975) Med Kruthornen i tiden (Kenneth Records KPS 6001)
- Power Play (vinylsingel 1985) Jag tror på storken / Tiger Rap (STORK 85 SL-001)
- Palladium (2009) Jump, Jive & Swing (CDPALL001)[3]
- Mikael Jansson (2018) The Silver Bible (DoMusic Records DMRCD 041)[2]
- 60s Tribute (vinylsingel 2018) Black is black / It´s all over now, Baby Blue (Jamlor Records SL-250)